# 維利吉爾
50°30′44″N 26°31′47″E / 50.51222°N 26.52972°E

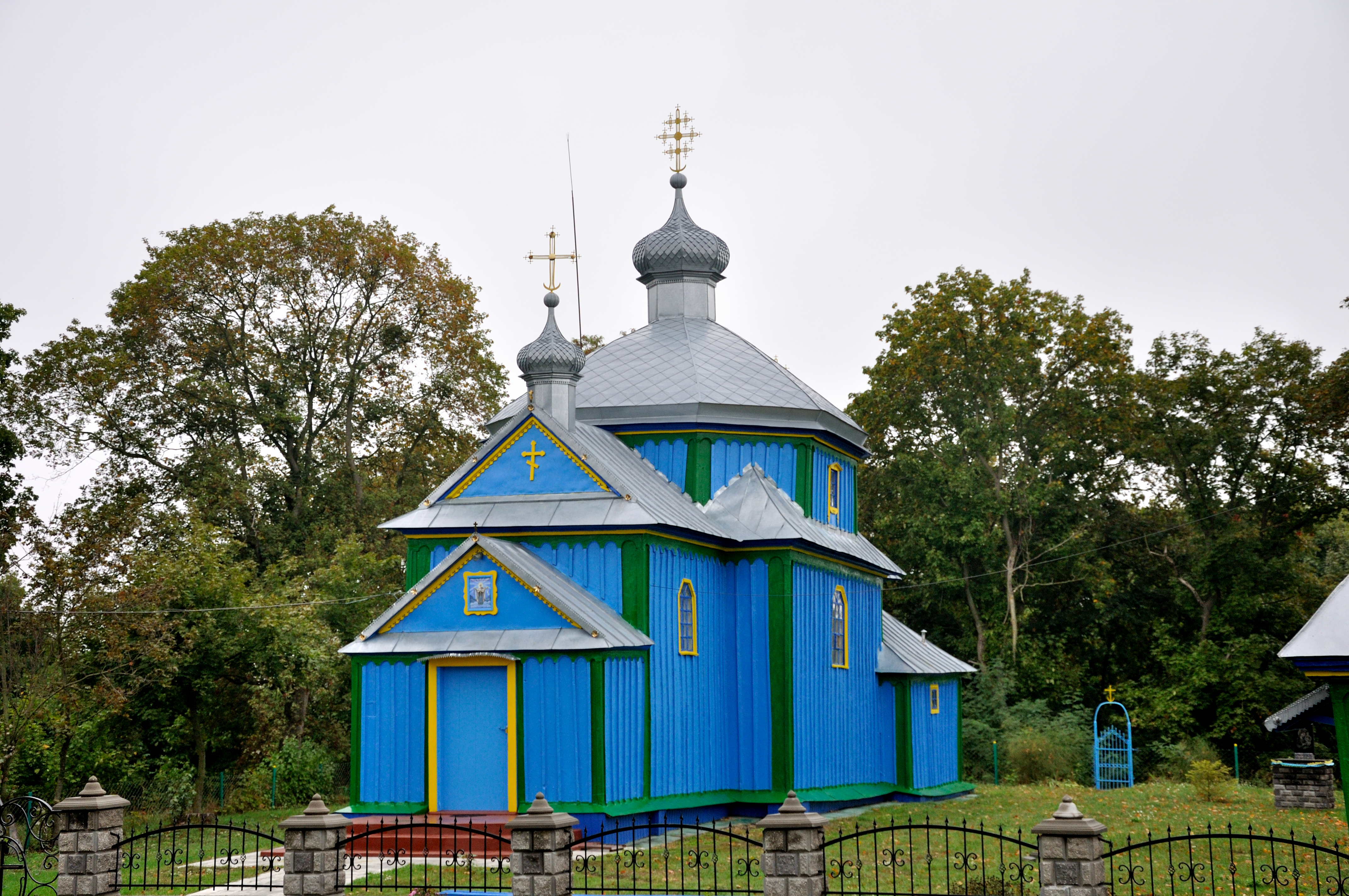

維利吉爾（烏克蘭語：Вільгір），是烏克蘭西北部的村莊，隸屬里夫內州的里夫內區。該村始建於1546年，面積2.02平方公里，海拔高度198米，2001年人口491，人口密度每平方公里243.3人。